# Kyllinga brevifolia
Kyllinga brevifolia é uma espécie de planta com flor pertencente à família Cyperaceae. 
A autoridade científica da espécie é Rottb., tendo sido publicada em Descriptionum et Iconum Rariores 13, pl. 4, f. 3. 1773.

## Portugal
Trata-se de uma espécie presente no território português, nomeadamente no Arquipélago dos Açores e no Arquipélago da Madeira.
Em termos de naturalidade é introduzida nas duas regiões atrás referidas.

## Protecção
Não se encontra protegida por legislação portuguesa ou da Comunidade Europeia.